# Борислав Поповић (редитељ)
Борислав „Бора“ Поповић (Нови Сад, 1931 – Београд, 6. фебруар 2009) био је југословенски и српски позоришни и оперски редитељ. Његова каријера била је претежно везана за Народно позориште у Београду, а одликовао се подједнаким мајсторством у драмској и оперској режији. Био је познат по темељним, психолошки продубљеним тумачењима класичних дела и посвећеном раду са извођачима. Његова заоставштина живи и кроз Оперски студио "Борислав Поповић" при Народном позоришту.
Постоје неусаглашености у изворима у вези са тачним датумом рођења и смрти Борислава Поповића. Док неки извори наводе 11. мај 1930. као датум рођења и 17. децембар 2010. као датум смрти, новински извештаји и некролози објављени у време његове смрти (попут оних у листу „Данас“ и на порталу „SEEcult“) наводе 1931. као годину рођења и 6. фебруар 2009. као датум смрти. Овај чланак користи податке из некролога.

## Биографија
Борислав Поповић рођен је 1931. године у Новом Саду, у тадашњој Краљевини Југославији. Дипломирао је режију на Академији за позоришну уметност у Београду (данас Факултет драмских уметности), у класи професора Јосипа Кулунџића.

## Редитељска каријера

### Ангажман у Народном позоришту
Као редитељ, Борислав Поповић се придружио Драми Народног позоришта у Београду 1955. године и ту остао до пензионисања. У овом театру режирао је више од педесет драмских и оперских представа. Његов рад одликовала су психолошки продубљена тумачења класичних дела и темељан рад са глумцима.

### Драмске режије
Значајан део Поповићевог опуса чиниле су поставке класика светске драмске књижевности. Међу његовим запаженим драмским режијама у Народном позоришту истичу се:
- Млетачки трговац (Вилијам Шекспир)[1]
- Јулије Цезар (Вилијам Шекспир)[1]
- Рибарске свађе (Карло Голдони)[1]

### Оперске режије
Поповићев рад у опери био је изузетно плодан; током каријере режирао је приближно седамдесет оперских наслова. Био је директор Опере Народног позоришта у Београду од 1980. до 1983. године. Као гостујући редитељ често је радио у оперским кућама у Новом Саду, Љубљани, Сарајеву и Скопљу, а био је и директор опере у Ријеци 1987. и 1988. године.
Кључне оперске продукције укључивале су:
- Травијата (Ђузепе Верди)[1]
- Трубадур (Ђузепе Верди)[1]
- Отело (Ђузепе Верди)[1]
- Моћ Судбине (Ђузепе Верди)[1]
- Кармен (Жорж Бизе)[1]
- Севиљски берберин (Ђоакино Росини)[1]
- Чаробна фрула (Волфганг Амадеус Моцарт)[1]
- Фигарова женидба (Волфганг Амадеус Моцарт)[1]
- Боеми (Ђакомо Пучини)[1]
- Тоска (Ђакомо Пучини)[1]

## Педагошки рад

### Оперски студио "Борислав Поповић"
Борислав Поповић основао је Оперски студио при Народном позоришту у Београду 1994. године, у којем је радио, са повременим прекидима, све до своје смрти. Одлуком Министарства културе Републике Србије и Управног одбора Народног позоришта, Оперски студио је 30. марта 2009. године званично понео име "Борислав Поповић". Студио пружа двосезонски програм обуке за младе певаче, укључујући студенте Факултета музичке уметности (ФМУ) којима је то обавезан предмет, као и друге талентоване појединце примљене путем аудиције.

### Академија лепих уметности
Од 2004. године, Поповић је био ангажован у педагошком раду у оквиру Оперског студија на Академији лепих уметности у Београду (данас Академија лепих уметности и мултимедија).

## Награде и признања
Борислав Поповић је за свој рад добио значајна признања:
- Стеријина награда за режију[1]
- Више награда Народног позоришта у Београду[1]

## Заоставштина
Борислав Поповић оставио је дубок траг у српској сценској уметности. Његов педагошки рад, пре свега кроз Оперски студио "Борислав Поповић" при Народном позоришту, представља кључни елемент његове трајне заоставштине, осигуравајући пренос знања и уметничке визије на нове генерације.